# Tiêu lốt
Tiêu lốt hay hồ tiêu dài, tiêu dài, tiêu lá tím, tất bạt, trầu không dại (danh pháp hai phần: Piper longum) là dây leo có hoa thuộc chi Hồ tiêu.
Cây tiêu lốt được trồng để lấy quả làm gia vị và làm thuốc chữa bệnh. Tại Việt Nam, cây mọc dại khắp nơi.

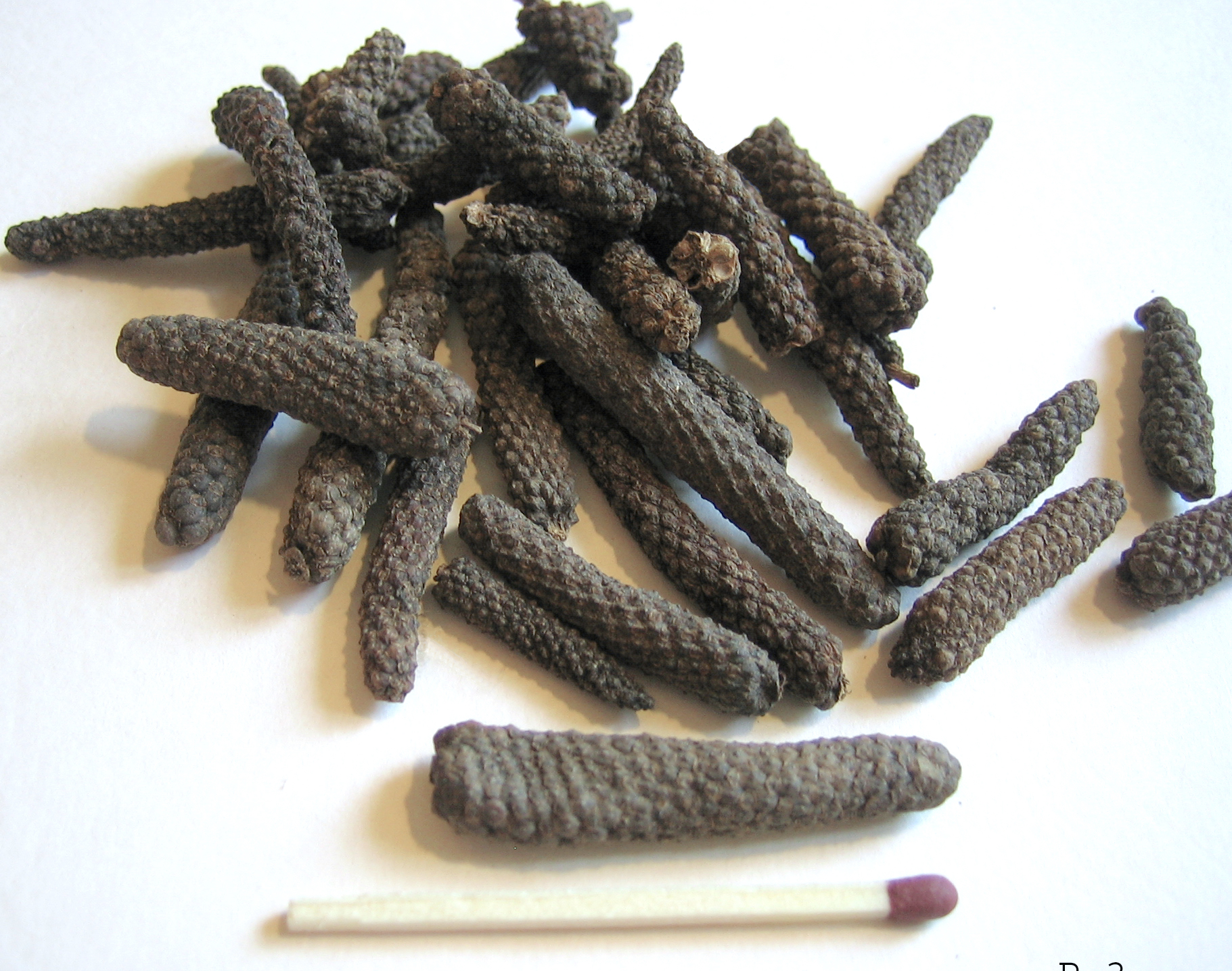
Tiêu lốt

## Hình ảnh

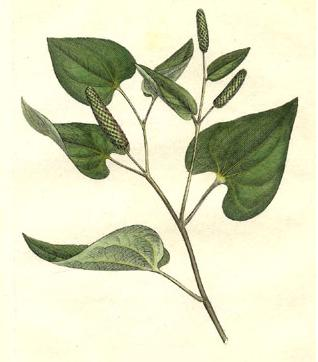
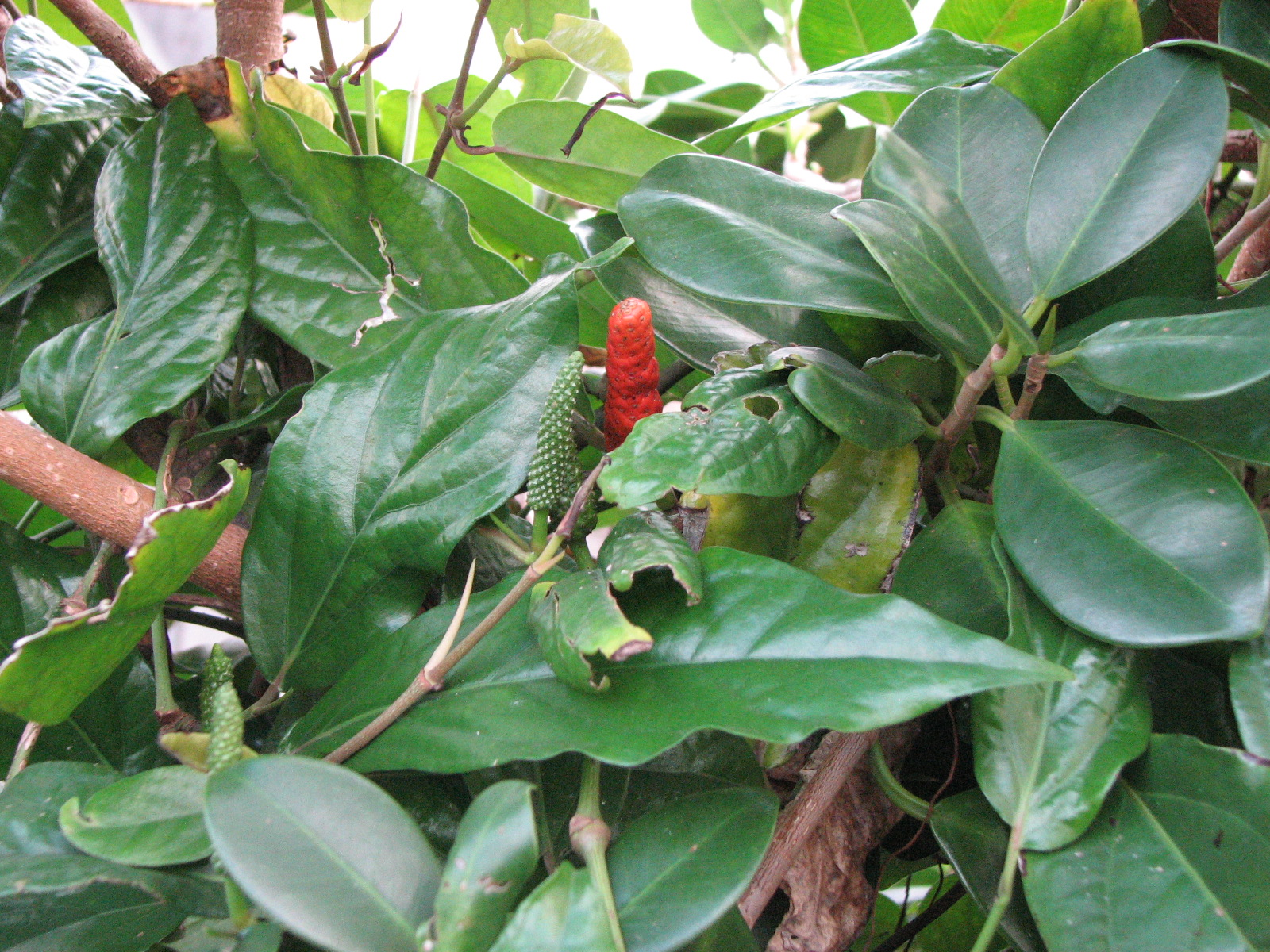
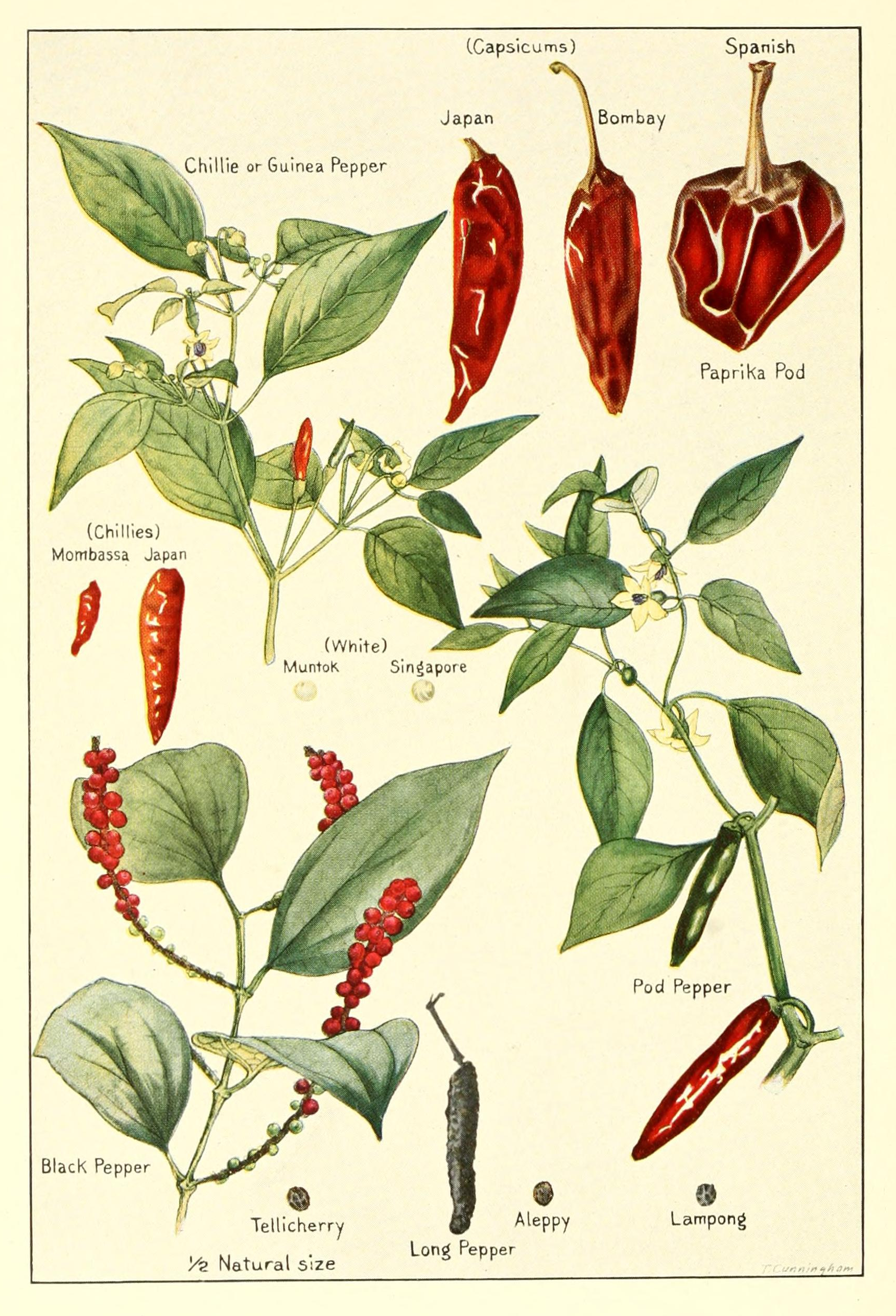
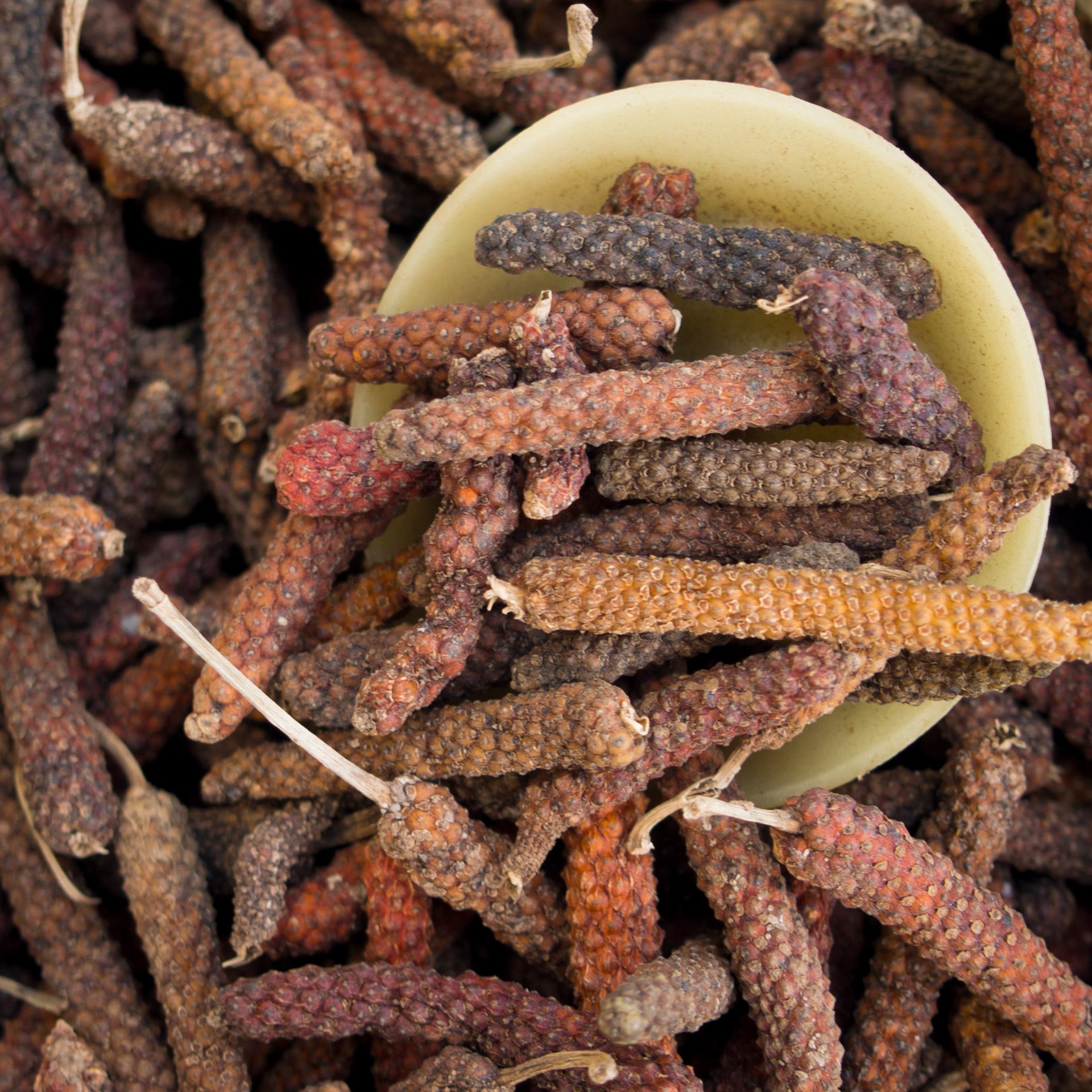